# إيسيباميسين

إيسيباميسين Isepamicin، هو إيسيباميسين سلفات

## الزمرة الدوائية
صاد حيوي من زمرة الأمينوغليكوزيدات

## الاستعمال
علاج الانتانات الناجمة عن الجراثيم المتحسسة له.

## الجرعة
للبالغين (حقن عضلي أو وريدي): 8-15 ملغ/كغ مرة واحدة يومياً، الجرعة القصوى 1.5 غ/اليوم.

## المستحضرات الصيدلانية
محلول معد للحقن: 250 ملغ/مل (1مل، 2مل)